# Liste der Tomatensorten/O
Erläuterungen und Quellen: Siehe Hauptartikel!
| Tomatensorte | Bild | Beschreibung | Quellen                                     |
| --- | ---- | --- | ------------------------------------------- |
| O-La-La |      | | c, d                                        |
| O-Lya-Lya |      | Züchter: Dederko Vladimir Nikolaevich, Postnikova Olga Valentinovna | j                                           |
| O'Driscoll's Mortgage Lifter |      | | c, d                                        |
| O'Sena Green |      | | c, d, f                                     |
| Oahu |      | | g, h                                        |
| Oak |      | | g, h                                        |
| Oakley |      | | j, o                                        |
| Oasis |      | Züchter: Clause (Fr) | j, o                                        |
| Oaxacan |      | | g, h                                        |
| Oaxacan Jewel |      | Herkunft: Mexiko | a, b, c, d, e, f, g, h, k, n                |
| Oaxacan Jewel Rl |      | | e                                           |
| Oaxacan Pink |      | | c, d                                        |
| Obama Star |      | Züchter: Agrinature Innova, Sl | j, o                                        |
| Obelix |      | Züchter: Gautier Semences Sas (Fr) | j                                           |
| Obereg |      | | c                                           |
| Obeyeyie |      | | c, d                                        |
| Obock |      | Züchter: Istanbul Tarim Sanayi Ve Tigaret A.S. | j                                           |
| Obolstitel |      | Züchter: Avdeev Yurij Ivanovich, Kigashpaeva Olga Petrovna, Ivanova Lyudmila Mihajlovna, Avdeev Andrej Yurievich, Samuilov Sergej Il'Dusovich | j                                           |
| Obscura |      | | g, h                                        |
| Obskoj |      | Züchter: Domanskaya Majya Konstantinovna, Gubko Valentina Nikolaevna, Orlova Elena Arnol'Dovna, Salmina Irina Semenovna, Zhitnekovskaya Olga Alekseevna | j                                           |
| Obsttomate Aus Taiwan |      | | c                                           |
| Obtusa |      | | g, h                                        |
| Obus |      | | j                                           |
| Obzhorka |      | Züchter: Nastenko Nataliya Viktorovna, Kachajnik Vladimir Georgievich, Gul'Kin Mihail Nikolaevich | j                                           |
| Oceane |      | Züchter: Graines Gautier Sa (Fr) | j                                           |
| Oceano |      | Züchter: Magnum Seeds Inc (Us) | j                                           |
| Ochakov |      | Züchter: Gavrish Sergej Fedorovich, Morev Viktor Vasilievich, Amcheslavskaya Elena Valentinovna, Degovtsova Tatiyana Vladimirovna, Volok Olga Anatolievna, Korol Valentin Grigorievich, Vasilieva Margarita Yurievna                                                      | j                                           |
| Ocharovanie |      | Züchter: Farber Vladimir Vladimirovich, Smirnova Elena Anatolievna | c, d, j                                     |
| Ochsenherz Aus Russland |      | | f                                           |
| Ochsenherz Aus Muta |      | | n                                           |
| Ochsenherz Findling |      | | c                                           |
| Ochsenherz Galina |      | | c                                           |
| Ochsenherz Hahm |      | | n                                           |
| Ochsenherz Hochreiter |      | | n                                           |
| Ochsenherz Orange (oder: Orange Beefsteak. Orange Bull's Heart. Oranges Ochsenherz)                                                |      | Züchter: Reinsaat KG | c, d, f, g, h, j, n, o                      |
| Ochsenherz Österreicher |      | | j, n, o                                     |
| Ochsenherz Quatro |      | | c                                           |
| Ochsenherz Russisches Rot |      | | n                                           |
| Ochsenherz Schwarz |      | | c                                           |
| Ochsenherz Ungarisches |      | | n                                           |
| Ochsenherz Valentino (oder: Cœur De Bœuf Valentino. Coeur De Boeuf Valentino)                                                      |      | |                                             |
| Ochsenherztomate (oder: Ochsenherz. Beefsteak, Bull's Heart, Corazon De Buey, Cœur De Bœuf, Coeur De Boeuf, Cuore Di Bue, Oxheart) |      | Typ: Fleischtomate. Weit verbreitet, aber im deutschen Raum wenig gehandelt. Fruchtgewicht: bis 500 g. Frucht: stark gerippt, sehr fleischig, meist hellrot. Es gibt auch dunklere rote, rosa und gelbe Fruchtformen, allen gemeinsam ist die vielfach gefaltete Gestalt. | a, b, c, d, e, f, g, h, n                   |
| Ochsenwerder Kirsch |      | | f                                           |
| Octavio |      | Züchter: Graines Gautier Sa (Fr) | j                                           |
| Octawian |      | Züchter: Zakład Ogrodniczy Przyborów Sp. Z O.O. | j                                           |
| Octydia |      | Züchter: Gautier Semences Sas (Fr) | j                                           |
| Odelya |      | Züchter: Zeraim Gedera Ltd (Il) | j                                           |
| Odeon |      | | d, e, g, h, j                               |
| Oder |      | | j                                           |
| Odessa |      | | c, d, e, j, o                               |
| Odesskij |      | | g, h                                        |
| Odesskij Rosowji (oder: Odesskiy Rozovyi)                                                                                          |      | | c, d                                        |
| Odeta |      | | j, o                                        |
| Odetta |      | Züchter: Hazera Genetics Ltd (Il) | j                                           |
| Odile (oder: Odil) |      | | j                                           |
| Odin |      | Züchter: Asgrow Seed Company (Us) | j, o                                        |
| Odine |      | | j, o                                        |
| Odisea |      | Züchter: Seminis Veget.Seeds Inc | j, o                                        |
| Odissej |      | Züchter: Hihluha Elena Aleksandrovna, Kornilov Aleksandr Stepanovich, Eremeeva Lyubov' Ilyinichna, Naturina Galina Gennadievna | j                                           |
| Odissey |      | Züchter: Bistra Atanasova, Hristo Georgiev | j                                           |
| Oekoersziv |      | | c                                           |
| Ofek |      | Züchter: Zeraim Gedera Ltd (Il) | j                                           |
| Offer |      | Züchter: Nunhems B.V. | j                                           |
| Ofir 628 |      | | j                                           |
| Ofira |      | Züchter: Nirit Seeds Ltd (Il) | j                                           |
| Ofra |      | Züchter: Hazera Genetics Ltd (Il)/Yissum Research Dev Of The Hebrew University Of Jerusalem (Il) | j                                           |
| Ofri |      | Züchter: Hazera Genetics | j                                           |
| Og 97 |      | | j                                           |
| Ognennoe Serdtse |      | Züchter: Panchev Yurij Ivanovich, Panchev Yurij Yurievich, Tarasov Yurij Dmitrievich | j                                           |
| Ogni Moskvy (oder: Ogni Moskvi. Ogni Moskwi)                                                                                       |      | Züchter: Zhidkova Valentina Andreevna, Mihed Valentina Stepanovna, Altuhov Yurij Petrovich, Arhipova Tatiyana Petrovna | c, d, e, g, h, j                            |
| Ognik |      | Züchter: Zakład Ogrodniczy Przyborów Sp. Z O.O. | j                                           |
| Ogon |      | Züchter: Gorshkova Nina Sergeevna, Hovrin Aleksandr Nikolaevich, Tereshonkova Tatiyana Arkadievna, Kostenko Aleksandr Nikolaevich | j                                           |
| Ogonek |      | Züchter: Myazina Lyubov' Anatolievna, Kudryavtseva Elizaveta Romanovna | j                                           |
| Ogorodnik |      | Züchter: Agapov Aleksandr Stepanovich, Alpatiev Aleksandr Vasilievich, Gurkina Lyubov' Kirillovna, Alpatieva Lyumila Aleksandrovna, Shcheglova Yuliya Nikolaevna | j                                           |
| Ogorodnyj Koldun |      | Züchter: Kashnova Elena Vasilievna, Antipova Nataliya Yurievna, Andreeva Nadezhda Nikolaevna, Stolbova Tatiyana Mihajlovna, Kotel'Nikova Marina Aleksandrovna | j                                           |
| Ogosta |      | Züchter: L. Stamova, M. Stoyanov | g, h, j                                     |
| Ogusto |      | Züchter: Graines Gautier Sa (Fr) | j                                           |
| Ohio |      | Züchter: Petoseed Co.Inc. | j, o                                        |
| Ohio 7983 |      | Züchter: Ohio Agricultural Research And Development Center, Ohio State University | j, o                                        |
| Ohio 8243 |      | Züchter: Dr. Stanley Z. Berry And The Ohio State University | j, o                                        |
| Ohio Pink |      | | c, d                                        |
| Ohio W R 3 |      | | g, h                                        |
| Ohio W R Brookston (oder: Ohio W R Brookstone)                                                                                     |      | | g, h, f                                     |
| Ohio W R Jubilee |      | | g, h                                        |
| Ohnegleichen |      | | g, h                                        |
| Oid 98 |      | | j                                           |
| Oka |      | | j                                           |
| Okapi |      | | j, o                                        |
| Okean |      | Züchter: Gorshkova Nina Sergeevna, Hovrin Aleksandr Nikolaevich, Tereshonkova Tatiyana Arkadievna, Kostenko Aleksandr Nikolaevich | j                                           |
| Okidoki |      | Züchter: Seminis Vegetable Seeds Inc. | j                                           |
| Okkei |      | | j                                           |
| Oklahoma |      | | j                                           |
| Ökörsziv |      | | g, h                                        |
| Oksana |      | Züchter: Mamedov Mubariz Isa Ogly, Kachajnik Vladimir Georgievich, Gul'Kin Mihail Nikolaevich | j                                           |
| Oktjabrenok |      | | g, h                                        |
| Ol'Ginka |      | Züchter: Gavrish Sergej Fedorovich, Morev Viktor Vasilievich, Amcheslavskaya Elena Valentinovna, Degovtsova Tatiyana Vladimirovna, Volok Olga Anatolievna, Artemieva Galina Mihajlovna, Redichkina Tatiyana Aleksandrovna                                                 | j                                           |
| Ola |      | Züchter: W. Legutko Przedsiebiorstwo Hodowlano-Nasienne Sp. Z O.O. | g, h, j                                     |
| Ola Polka |      | Züchter: W. Legutko Przedsiebiorstwo Hodowlano-Nasienne Sp. Z O.O. | c, d, j                                     |
| Olaf |      | | j                                           |
| Olan |      | | j                                           |
| Olan F1 |      | | g, h                                        |
| Old 49Er |      | | c, d                                        |
| Old Beefsteak |      | | c                                           |
| Old Bess |      | | c, d                                        |
| Old Brooks |      | | c, d, k                                     |
| Old Fashioned Beefsteak |      | | c                                           |
| Old Fashioned Garden Peach |      | | c, d                                        |
| Old Fashioned Oxheart |      | | c, d                                        |
| Old Fashioned Red And Yellow (oder: Old Fashion Red And Yellow)                                                                    |      | | c, d                                        |
| Old Fashioned Ridged |      | | c, d                                        |
| Old Ferry Morse Beefsteak |      | | c, d                                        |
| Old Flame |      | | c, d                                        |
| Old German |      | | b, c, d, e, g, h, k, m, n                   |
| Old German Pink |      | | c, d                                        |
| Old Italian |      | | c, d                                        |
| Old Italian Beefsteak |      | | c, d                                        |
| Old Ivory Egg |      | | c, d, e, g, h, k, m, n                      |
| Old Kentucky |      | | c, d                                        |
| Old Moscow Suburb |      | | g, h                                        |
| Old Pink Plum |      | | c, d                                        |
| Old Time Creased Top |      | | c, e, g, h                                  |
| Old Time Favorite |      | | c, d                                        |
| Old Time Red And Yellow |      | | c, d                                        |
| Old Timer |      | | c, d                                        |
| Old Timey Yellow |      | | c, d, g, h                                  |
| Old Virginia |      | | c, d, f, k                                  |
| Old Virginia Heirloom |      | | g, h                                        |
| Old Wyandotte |      | | c, d, e, g, h, k                            |
| Old Wyandotte Orange |      | | m                                           |
| Old Wyandotte Red |      | | m                                           |
| Old Yellow Candy Striped |      | | c, d, e, g, h, m                            |
| Oldenrot |      | Züchter: Ulrike Behrendt (Oldendorfer Saatzucht) | c, d, j                                     |
| Olen'Ka |      | | d                                           |
| Olena Ukrainian (oder: Olena Ukrainien)                                                                                            |      | | c, d, k, j, n, o                            |
| Olepeel |      | Züchter: Intersemillas | j, o                                        |
| Oleron Red Plum |      | | c, d, k                                     |
| Oleron Yellow |      | | c, d, k                                     |
| Olesja (oder: Olesya) |      | Züchter: Gubko Valentina Nikolaevna, Chernovolova Olga Alekseevna | c, d, j                                     |
| Oleveaa |      | | j                                           |
| Oleyar's German |      | | c, d                                        |
| Olga |      | Züchter: Verschave Philippe | j, o                                        |
| Olga F1 |      | Züchter: Vilmorin | j, k                                        |
| Olga's Biggest |      | | c, d                                        |
| Olga's Round Yellow Chicken |      | | c, d, k                                     |
| Olgun |      | | j                                           |
| Olia F1 |      | | j, o                                        |
| Oligosperma |      | | g, h                                        |
| Olimp |      | Züchter: D. Ganeva, G. Pevicharova, D. Kostova-Protohristova, O. Georgieva, I. Nikolova, N. Todorova | j                                           |
| Olimp Malinovyi |      | | c, d                                        |
| Olimpiya |      | Züchter: Vinogradov Zosim Sergeevich, Tarasov Yurij Dmitrievich, Gubina Elena Viktorovna | j                                           |
| Olimpo |      | Züchter: Western Seed España, S.A. | j, o                                        |
| Olinda |      | | j                                           |
| Olirose |      | Züchter: Domaine Public (Fr) | c, e, g, h, j, n                            |
| Olirose De Saint Domingue |      | | d                                           |
| Olivacea 1 |      | | g, h                                        |
| Olivacea 2 |      | | g, h                                        |
| Olivade |      | Züchter: Gautier Semences S.A.S. | j                                           |
| Olivade F1 |      | | c                                           |
| Olive Dorée |      | | c, d                                        |
| Olive Hill |      | | c, d                                        |
| Oliveira |      | Züchter: Syngenta Seeds B.V. | j                                           |
| Oliventomate (oder: Olive) |      | | c, g, h, n                                  |
| Oliventraube |      | | c, e, g, h                                  |
| Olivenza |      | Züchter: Hm Clause Inc (Us) | j                                           |
| Oliver |      | Züchter: S.A.I.S. Societá Agricola Italiana Sementi | j                                           |
| Olivette Jaune |      | | c, d                                        |
| Olivia |      | Züchter: Zayin Technology, S.L. | j                                           |
| Olivier De Montserrat |      | | n                                           |
| Oliviera |      | Züchter: Syngenta Seeds B.V. | j                                           |
| Oliviya |      | Züchter: Tarasov Yurij Dmitrievich | j                                           |
| Olleh Ty |      | Züchter: Kim, Il Yong | j, o                                        |
| Olmeca |      | Züchter: Luis Ortega | j, o                                        |
| Olneto |      | Züchter: Syngenta Crop Protection Ag | j, o                                        |
| Olomoucké Nizké |      | | g, h, j                                     |
| Olomovic |      | | c, d                                        |
| Olpaka |      | Züchter: Domaine Public (Fr) | j                                           |
| Olson's Russian Heart-Shaped |      | | c, d                                        |
| Olya |      | Züchter: Ignatova Svetlana Ilyinichna, Gorshkova Nina Sergeevna, Moskvicheva Vera Timofeevna | j                                           |
| Olya Sedek |      | Züchter: Lukiyanenko Anatolij Nikitovich, Dubinin Sergej Vladimirovich, Dubinina Irina Nikolaevna | j                                           |
| Olympe |      | Züchter: Graines Gautier Sa (Fr) | j                                           |
| Olympia |      | Züchter: Hao-Demeter Vine, Fruit Trees And Vegetable Research Institute | c, j                                        |
| Olympiada |      | Züchter: Magnum Seeds Inc (Us) | j                                           |
| Olympic |      | | j                                           |
| Olympicus |      | Züchter: Hazera Genetics | j, o                                        |
| Olympische Flamme (oder: Olympic Flame)                                                                                            |      | | c, d, m, n                                  |
| Olympisches Feuer |      | | m                                           |
| Olympus |      | | j                                           |
| Olympus 16 |      | | c, e                                        |
| Oma Frieda |      | | c                                           |
| Omar |      | Züchter: J. Farkas | j                                           |
| Omar's Lebanese |      | Züchter: Domaine Public (Fr) | c, d, e, g, h, j, k                         |
| Omarty |      | | j, o                                        |
| Omas Beste |      | | c, f, n                                     |
| Omas Liebling |      | | n                                           |
| Ombelline |      | Züchter: Syngenta Seeds B.V. (Nl) | j                                           |
| Ombretta |      | | j                                           |
| Omega |      | Züchter: S.A.I.S. Societá Agricola Italiana Sementi | j, o                                        |
| Omer |      | | j                                           |
| Omero |      | Züchter: Zorzi Sementi Srl | j                                           |
| Omiaron |      | | j, o                                        |
| Omnia |      | | j                                           |
| Ömür |      | | j                                           |
| Ona's German Giant |      | | c, d                                        |
| Onay |      | | j                                           |
| Oncle Remi |      | | c, d                                        |
| Öncü |      | | j                                           |
| Önder |      | | j                                           |
| Ondina |      | Züchter: Royal Sluis France Sarl (Fr) | j                                           |
| Ondrashek |      | Züchter: Pnos Przedsiebiorstwo Nasiennictwa Ogrodniczego I Szkolkarstwa 05 850 Ozarow Mazowiecki, Ul.Zeromskiego 3, Poland | j, o                                        |
| Ondraszek |      | Züchter: Instytut Ogrodnictwa \Przedsiebiorstwo Nasiennictwa Ogrodniczego I Szkolkarstwa W Ozarowie Mazowieckim Spolka Z O.O. | c, d, j                                     |
| Onelia |      | Züchter: Rijk Zwaan Zaadteelt En Zaadhandel Bv (Nl) | j                                           |
| Ongweh Ias |      | | d                                           |
| Onice |      | Züchter: Vilmorin Sa (Fr) | j                                           |
| Oniki 12 |      | | j                                           |
| Oniks |      | Züchter: Andreeva Evgeniya Nikolaevna, Nazina Sofiya Luisovna, Ushakova Mariya Ivanovna, Andreeva Anzhelika Nikolaevna | j                                           |
| Onix |      | | c, d, j, o                                  |
| Onkel Gustav |      | | c, n                                        |
| Onkel Karli |      | | n                                           |
| Ont |      | | g, h                                        |
| Ontario |      | | c, g, h, j                                  |
| Ontario Pink 774 |      | | g, h                                        |
| Ontario Red 775 |      | | g, h                                        |
| Onyx |      | | g, h                                        |
| Opa's Liebling |      | | c                                           |
| Opaal |      | Züchter: Agri-Saaten GmbH | j, o                                        |
| Opaca |      | | g, h                                        |
| Opacata |      | | g, h                                        |
| Opaka |      | | f                                           |
| Opal |      | | e, g, h                                     |
| Opál |      | | j                                           |
| Opal Bg |      | Züchter: Zhivko Danailov | j                                           |
| Opal Essence |      | | c, d                                        |
| Opal Homestead |      | | c                                           |
| Opalka |      | | c, d, e, f, g, h, k                         |
| Opalo |      | Züchter: Amit Avidov | j                                           |
| Opalska (oder: Opalka) |      | | m, n                                        |
| Open Air |      | Züchter: Plantico Hodowla I Nasiennictwo Ogrodnicze Szymanow Sp. Z O.O. | g, h, j                                     |
| Oper |      | Züchter: Gavrish Sergej Fedorovich, Morev Viktor Vasilievich, Amcheslavskaya Elena Valentinovna, Volok Olga Anatolievna | j                                           |
| Opera |      | Züchter: Blumen Group | j, o                                        |
| Opéra |      | | j                                           |
| Operet |      | Züchter: Syngenta Seeds, Nl | j                                           |
| Opes |      | Züchter: Zeraim Gedera Ltd (Il) | j                                           |
| Ophelia |      | Züchter: Tezier Sa (Fr) | j                                           |
| Ophir |      | | j                                           |
| Opolcenec |      | | g, h                                        |
| Oppla |      | | j                                           |
| Opportunity |      | | j                                           |
| Optasia |      | Züchter: Hydrogrow Seeds Eood | j                                           |
| Optifort |      | Züchter: De Ruiter Seeds B.V. | j, o                                        |
| Optim |      | Züchter: Dutch American Plantbreeders Corp. | j                                           |
| Optima |      | Züchter: Jaap Hoogstraten | j, o                                        |
| Optimos |      | | j                                           |
| Optimus |      | | c, d, e, g, h, j, k, o                      |
| Opus |      | | g, h                                        |
| Or Altedo |      | Züchter: Ortoricerca Srl | j                                           |
| Or Aran |      | Züchter: Ortoricerca Srl | j                                           |
| Or Corno |      | Züchter: Ortoricerca Srl | j                                           |
| Or Cuore D'Albenga |      | Züchter: Blumen Group S.P.A | j                                           |
| Or Early Spring |      | Züchter: Ortoricerca Srl | j                                           |
| Or Gran Borghese |      | Züchter: Ortoricerca Srl | j                                           |
| Or Marzanrosso |      | Züchter: Ortoricerca Srl | j                                           |
| Or Miss Betty |      | Züchter: Ortoricerca Srl | j                                           |
| Or Patataro |      | Züchter: Ortoricerca Srl | j                                           |
| Or Pera D'Abruzzo |      | Züchter: Ortoricerca Srl | j                                           |
| Or Pizzutello |      | Züchter: Ortoricerca Srl | j                                           |
| Or Star |      | Züchter: Ortoricerca Srl | j                                           |
| Oralia |      | Züchter: Graines Gautier Sa (Fr) | j                                           |
| Orama |      | | c, j                                        |
| Orama F1 |      | | f                                           |
| Orangaro |      | | j                                           |
| Orange |      | | c, d, g, h, n                               |
| Orange 1 |      | | c, d, e                                     |
| Orange A Gros Fruits |      | | f                                           |
| Orange And Green Zebra |      | | c, d, e                                     |
| Orange Ball |      | | g, h                                        |
| Orange Banane (oder: Orange Banana)                                                                                                |      | Züchter: Domaine Public (Fr) | c, d, f, j, k                               |
| Orange Beauty |      | | c, m                                        |
| Orange Beef Heart |      | | c, d                                        |
| Orange Beere (oder: Orange Berry)                                                                                                  |      | Züchter: Domaine Public (Fr) | c, d, e, j, m                               |
| Orange Birne |      | | c                                           |
| Orange Bleu |      | | c, e                                        |
| Orange Bourgoin |      | Züchter: Domaine Public (Fr) | c, d, f, j, n                               |
| Orange Bourgois |      | | g, h                                        |
| Orange Cherry |      | | d                                           |
| Orange Coloured |      | | g, h                                        |
| Orange Cream |      | | c, d                                        |
| Orange Crimea |      | | c, d                                        |
| Orange Dino Eggs |      | | d, e, g, h                                  |
| Orange Favorit (oder: Orange Favorite)                                                                                             |      | | c, f, m                                     |
| Orange Finn |      | | c, d                                        |
| Orange Fizz |      | | j                                           |
| Orange Fizz F1 |      | | c, d                                        |
| Orange Flaschentomate |      | | c, d, e, g, h, m                            |
| Orange Fleshed Purple Smudge |      | | c, e, f                                     |
| Orange French |      | | c, d                                        |
| Orange Garden Peach |      | | c                                           |
| Orange Giant |      | | c, d, f                                     |
| Orange Grape |      | | d                                           |
| Orange Green Zebra |      | | c, d                                        |
| Orange Heart |      | | b, c, d, e, g, h, n                         |
| Orange Heirloom |      | | c, d, e, e, g, h                            |
| Orange Icicle |      | | f                                           |
| Orange Jätte |      | | c                                           |
| Orange Johannisbeertomate |      | | m                                           |
| Orange Juice (oder: Oj) |      | | g, h                                        |
| Orange Kagome 1 |      | Züchter: Takahashi Katsuji, Hosoi Katsutoshi, Yogo Katsumi | j, o                                        |
| Orange Kagome 11 |      | Züchter: Ito Hirotaka, Yamaoka Hirokazu, Kishi Ayumu, Hosoi Katsutoshi | j, o                                        |
| Orange King |      | | c, d                                        |
| Orange Liane (oder: Liana Orangevaja)                                                                                              |      | | n                                           |
| Orange Mexican |      | | c, d                                        |
| Orange Mexico Midget |      | | c, d                                        |
| Orange Minsk |      | | c, d                                        |
| Orange Minsk Heart |      | | c, d                                        |
| Orange Paruche |      | | j                                           |
| Orange Paruche F1 |      | | c, d                                        |
| Orange Paste |      | | c, d                                        |
| Orange Peach |      | | d                                           |
| Orange Penn |      | | c, d                                        |
| Orange Pixie |      | | d                                           |
| Orange Pixie F1 |      | | c, d                                        |
| Orange Plum |      | | d, k, m                                     |
| Orange Polonaise |      | | c                                           |
| Orange Queen |      | Züchter: Domaine Public (Fr) | c, d, e, f, g, h, j, m                      |
| Orange Roma |      | | c, d, k                                     |
| Orange Russian |      | | c, n                                        |
| Orange Russian 117 |      | | c, d, e, f, g, h, k                         |
| Orange Russian Doukhobors |      | | c, d                                        |
| Orange Santa |      | | c, d                                        |
| Orange Santa F1 |      | | d                                           |
| Orange Sauer |      | | g, h                                        |
| Orange Slice |      | | j                                           |
| Orange Smudge Paste |      | | c, d                                        |
| Orange Strawberry |      | Reifezeit: 80 Tage. | c, d, e, f, g, h, i (31. August 2016), k, n |
| Orange Sunrise |      | | c, g, h                                     |
| Orange Sweet Roma |      | | c                                           |
| Orange Traube 3 |      | | c                                           |
| Orange Tree |      | | c, d, e, g, h                               |
| Orange Wädenswil |      | | c, d                                        |
| Orange Wellington |      | | j                                           |
| Orange Wildtomate |      | | c, m                                        |
| Orange Wunder (oder: Orange Wonder)                                                                                                |      | | c, g, h, n                                  |
| Orangefarbene Perfekte (oder: Oranschewoe Sowerschenstwo)                                                                          |      | | m                                           |
| Orangegelbe Fleischtomate Aus China                                                                                                |      | | c                                           |
| Orangenbusch |      | | e, g, h                                     |
| Orangentomate |      | | n                                           |
| Oranges Ei |      | | c, n                                        |
| Oranges Ochsenherz (oder: Orange Beefsteak)                                                                                        |      | | k, m                                        |
| Orangesso |      | | j                                           |
| Orangevaja Slivka |      | | n                                           |
| Orangevij Gigant |      | | e                                           |
| Orangewest |      | Züchter: Monsanto Vegetable Ip Management B.V. | j, o                                        |
| Orangina |      | | c, d, g, h                                  |
| Orangino |      | | j                                           |
| Orangino F1 |      | | c, d                                        |
| Oranje Van Goeijenbier (oder: Oranje Van Goeyenbier)                                                                               |      | | c, d                                        |
| Oranje Zon |      | | j                                           |
| Oranjestar |      | Züchter: Sakata Seed Corporation (Jp) | j                                           |
| Oranjevai Rai |      | Züchter: Makovei, Milania, Md, Guseva, Liudmila, Md, Beleaev, Pavel, Md, Botnari, Vasile, Md | j                                           |
| Oranshewoje Naslashdenije |      | | c                                           |
| Oranže |      | | c, d, j                                     |
| Oranzh |      | Züchter: Kozak Vladimir Ivanovich, Samovol Aleksej Petrovich, Gorobets Vasilij Nikolaevich, Kosenko Stepan Nikolaevich | j                                           |
| Oranzh 1 |      | Züchter: Respublikanskoe Nauchno Proizvodstvennoe Dochernee, Unitarnoe Predpriiatie Institut Ovoshchevodstva, 220028, G.Minsk, Ul.Maiakovskogo, 127A, Belarus | j, o                                        |
| Oranzhevaja Slivka |      | | c, d, m                                     |
| Oranzhevaya Shapochka |      | Züchter: Maksimov Sergej Vasilievich, Klimenko Nikolaj Nikolaevich, Sergeev Vladimir Valerievich | j                                           |
| Oranzhevji Gigant Dmitrijewa |      | | c                                           |
| Oranzhevoe Leto |      | Züchter: Kudryavtseva Galina Aleksandrovna, Fotev Yurij Valentinovich, Kotel'Nikova Marina Aleksandrovna, Kondakov Sergej Nikolaevich | j                                           |
| Oranzhevoe Serdtse |      | Züchter: Maksimov Sergej Vasilievich, Klimenko Nikolaj Nikolaevich, Kostenko Aleksandr Nikolaevich | j                                           |
| Oranzhevoe Solntse |      | Züchter: Kachajnik Vladimir Georgievich, Gul'Kin Mihail Nikolaevich, Karmanova Olga Alekseevna, Matyunina Svetlana Vladimirovna | j                                           |
| Oranzhevye Slivki |      | | e                                           |
| Oranzhevyi Gigant Dmitrieva |      | | d                                           |
| Oranzhevyj Avyuri |      | Züchter: Avdeev Yurij Ivanovich, Kigashpaeva Olga Petrovna, Ivanova Lyudmila Mihajlovna, Avdeev Andrej Yurievich | j                                           |
| Oranzhevyj Boj |      | Züchter: Alekseev Yurij Borisovich | j                                           |
| Oranzhevyj Gigant |      | Züchter: Vasilevskij Viktor Anatolievich, Korochkin Vladislav Leontievich, Korotkov Sergej Anatolievich, Kochkin Aleksandr Viktorovich | j                                           |
| Oranzhevyj Slon |      | Züchter: Gavrish Sergej Fedorovich, Kapustina Raisa Nikolaevna, Gladkov Dmitrij Sergeevich, Volkov Aleksandr Aleksandrovich, Semenova Anna Nikolaevna, Artemieva Galina Mihajlovna, Filimonova Yuliya Alekseevna, Redichkina Tatiyana Aleksandrovna                       | j                                           |
| Oranzhevyj Spam |      | Züchter: Alekseev Yurij Borisovich | j                                           |
| Oranzschewoe Sowerschenstwo |      | | c                                           |
| Orash |      | Züchter: Zeta Seeds S.L. | j                                           |
| Oratoria |      | | j                                           |
| Orbit |      | | j                                           |
| Orbita 278 |      | | g, h                                        |
| Orca |      | | j                                           |
| Orchestra |      | Züchter: Novartis Seeds Bv (Nl) | j                                           |
| Orco |      | Züchter: Nunhems Bv (Nl) | j                                           |
| Ordynka |      | Züchter: Gavrish Sergej Fedorovich, Morev Viktor Vasilievich, Amcheslavskaya Elena Valentinovna, Degovtsova Tatiyana Vladimirovna, Volok Olga Anatolievna, Gladkov Dmitrij Sergeevich, Artemieva Galina Mihajlovna, Redichkina Tatiyana Aleksandrovna                     | j                                           |
| Oregon |      | Züchter: H.S.Heinz Company | j, o                                        |
| Oregon Cherry |      | | c, d                                        |
| Oregon Eleven |      | | c, d                                        |
| Oregon Spring |      | | c, d, e, f, g, h, k                         |
| Oregon Star |      | | c, d                                        |
| Orel |      | Züchter: Kozak Vladimir Ivanovich, Meshkov Aleksej Viktorovich, Pustovalova Svetlana Valentinovna | j                                           |
| Orenburg |      | | d                                           |
| Orenburger Riese (oder: Orenburg Giant)                                                                                            |      | | c, d                                        |
| Orenburgskij Rosowji (oder: Orenburgskiy Rozovyi)                                                                                  |      | | c, d                                        |
| Orestea |      | | j                                           |
| Orfea |      | | j                                           |
| Orfej |      | Züchter: Andreeva Evgeniya Nikolaevna, Nazina Sofiya Luisovna, Ushakova Mariya Ivanovna, Andreeva Anzhelika Nikolaevna | j                                           |
| Orfeo |      | Züchter: Nirit Seeds Ltd | j                                           |
| Organza |      | | j                                           |
| Orhun |      | | j                                           |
| Oria |      | Züchter: Semillas Fito, S.A. | j, o                                        |
| Oribustar |      | Züchter: Sakata Seed Corporation (Jp) | j                                           |
| Oridoko |      | | c                                           |
| Orient |      | Züchter: Nunhems B.V. | j, o                                        |
| Oriente |      | Züchter: Tomato Colors Soc. Coop. | j                                           |
| Origami |      | Züchter: Gavrish Sergej Fedorovich, Kapustina Raisa Nikolaevna, Gladkov Dmitrij Sergeevich, Volkov Aleksandr Aleksandrovich, Semenova Anna Nikolaevna, Artemieva Galina Mihajlovna, Filimonova Yuliya Alekseevna, Redichkina Tatiyana Aleksandrovna                       | j                                           |
| Original |      | Züchter: Peotec Seeds Srl | j                                           |
| Oriola |      | Züchter: Semillas Fito, S.A. | j                                           |
| Oriolus |      | | j                                           |
| Orion |      | Züchter: Harris Moran Seed Company | j, o                                        |
| Orion Ozarowski |      | Züchter: Przedsiebiorstwo Nasiennictwa Ogrodniczego I Szkolkarstwa Spolka Akcyjna W Upadlosci Likwidacyjnej | j                                           |
| Orkado |      | | c, j                                        |
| Orkado F1 |      | | d                                           |
| Orkan |      | Züchter: Institut Za Povrtarstvo, S. Palanka | j                                           |
| Orko |      | | j                                           |
| Orla |      | Züchter: Grünewald | j                                           |
| Orlando |      | | j                                           |
| Orlik |      | Züchter: Kozak Vladimir Ivanovich, Meshkov Aleksej Viktorovich, Pustovalova Svetlana Valentinovna | j                                           |
| Orlina |      | Züchter: Hazera Genetics | j, o                                        |
| Orlinjij Kljuw |      | | c                                           |
| Orlinoe Serdtse |      | Züchter: Dederko Vladimir Nikolaevich, Yabrov Aleksandr Alekseevich, Postnikova Tatiyana Nikolaevna | d, j                                        |
| Orlinoje Serdtse |      | | c                                           |
| Orlinyj Klyuv |      | Züchter: Dederko Vladimir Nikolaevich, Yabrov Aleksandr Alekseevich, Postnikova Tatiyana Nikolaevna | d, j                                        |
| Orlov Yellow |      | | c, d                                        |
| Orlov Yellow Giant |      | | k                                           |
| Orlovskie Rysaki |      | | d                                           |
| Orlovskije Rysaki |      | | c                                           |
| Orna |      | Züchter: Agricultural Research Organization, Volcani Center (Il) | j                                           |
| Ornela |      | Züchter: Hazera Genetics | j, o                                        |
| Ornella |      | Züchter: Tezier Sa (Fr) | j                                           |
| Orobreto |      | Züchter: Hershenhorn, Joseph | j, o                                        |
| Oroloma |      | | j                                           |
| Oroma |      | | d                                           |
| Oroma Red |      | | c                                           |
| Orone |      | Züchter: Cabildo Insular De Tenerife | j, o                                        |
| Oronzo |      | Züchter: Isi Sementi Spa | j                                           |
| Ororiko |      | | c, d                                        |
| Orovero |      | Züchter: Syngenta Crop Protection Ag | j, o                                        |
| Orphee |      | Züchter: Graines Gautier Sa (Fr) | j                                           |
| Ortigia |      | | j                                           |
| Oruro |      | | j                                           |
| Os 1 |      | Züchter: Produkcja I Hodowla Roslin Ogrodniczych Krzeszowice Sp. Z O.O. | j                                           |
| Osaka |      | | j                                           |
| Osarowski |      | | c                                           |
| Osburn Oxheart |      | | c, d                                        |
| Oscar |      | | j                                           |
| Oscar Gonthier's |      | | c, d                                        |
| Oscar's Oxheart |      | | c, d                                        |
| Oscharovski Gold |      | | c                                           |
| Osennij Bagryanets |      | Züchter: Gavrish Sergej Fedorovich, Morev Viktor Vasilievich, Amcheslavskaya Elena Valentinovna, Degovtsova Tatiyana Vladimirovna, Volok Olga Anatolievna | j                                           |
| Osiris |      | Züchter: Clause Semences Sa (Fr) | c, f, g, h, j                               |
| Oskar |      | | j                                           |
| Oslinje Uschi (oder: Oslinye Ushi)                                                                                                 |      | | c, d                                        |
| Oslo |      | | j                                           |
| Osmine |      | | j                                           |
| Osna |      | | j                                           |
| Osnat |      | Züchter: Zeraim Gedera Ltd (Il) | j                                           |
| Oso |      | | j                                           |
| Oso Blue (oder: Oson Blue. Osun Blue)                                                                                              |      | | n                                           |
| Ostankinskij 121 |      | | g, h                                        |
| Ostertom |      | | j                                           |
| Östertom |      | Züchter: Wanas Josef, Mag. | j                                           |
| Ostgeorgien |      | | n                                           |
| Ostgeorgische Marilyn Monroe |      | | c, n                                        |
| Ostgeorgische Runde |      | | n                                           |
| Ostona |      | | j                                           |
| Ostozhenka |      | Züchter: Gavrish Sergej Fedorovich, Morev Viktor Vasilievich, Amcheslavskaya Elena Valentinovna, Degovtsova Tatiyana Vladimirovna, Volok Olga Anatolievna, Gladkov Dmitrij Sergeevich, Vasilieva Margarita Yurievna                                                       | j                                           |
| Ostravske |      | | j                                           |
| Ostravské Rané |      | | d, g, h                                     |
| Ostria |      | | j                                           |
| Ostrovok |      | Züchter: Gorshkova Nina Sergeevna, Hovrin Aleksandr Nikolaevich, Tereshonkova Tatiyana Arkadievna, Kostenko Aleksandr Nikolaevich | j                                           |
| Osu Blue |      | | c, d                                        |
| Osu Blue Gross |      | | c                                           |
| Osu Potato Leaf |      | | d                                           |
| Ot 1801 |      | Züchter: Enza Zaden Beheer B.V. | j                                           |
| Ot1317 |      | Züchter: Enza Zaden Beheer B.V. | j                                           |
| Otello |      | Züchter: Bekov Rustam Hizrievich, Maksimov Sergej Vasilievich, Lyubina Nikolaj Nikolaevich, Kostenko Aleksandr Nikolaevich | j                                           |
| Otelo |      | Züchter: Western Seed España, S.A. | j, o                                        |
| Othello |      | | j                                           |
| Otilia |      | Züchter: Zayin Technology, S.L. | j, o                                        |
| Otlichnik |      | | j                                           |
| Otradny (oder: Pleasant. Otradnyi. Otradnaja)                                                                                      |      | | c, e, g, h, j                               |
| Otranto (oder: Nun 8371) |      | Züchter: Nunhems B.V. | j                                           |
| Otraolnij |      | | c                                           |
| Otrera |      | Züchter: Syngenta Seeds B.V. | j                                           |
| Otscharowanije |      | | c                                           |
| Ottaplus |      | Züchter: Vikima Seed A.S. | j                                           |
| Ottawa |      | | c, g, h, j                                  |
| Ottoman |      | | j                                           |
| Oud Holland |      | | c, d                                        |
| Our Own Pink |      | | c, d                                        |
| Ourjouan |      | | j                                           |
| Ouro |      | Züchter: Daniel Cruz Lima Millani, Cassio Goncalves Camargo, Paulo Eduardo De Souza Alves | j                                           |
| Out Of The Blue |      | | c, d                                        |
| Outdoor Girl |      | | c, d, e, g, h, j, o                         |
| Outdoors Anglia |      | | g, h                                        |
| Outpost |      | | g, h                                        |
| Oval Red |      | | j                                           |
| Ovale |      | | n                                           |
| Ovale Cherry Strauchtomate |      | | e                                           |
| Ovalino |      | | j                                           |
| Ovaly |      | Züchter: Royal Sluis Vegetables Bv (Nl) | j                                           |
| Ovata |      | Züchter: Rijk Zwaan Zaadteelt En Zaadhandel Bv (Nl) | c, g, h, j                                  |
| Ovate / 3 |      | | g, h                                        |
| Ovation |      | | j                                           |
| Oven |      | Züchter: Dederko Vladimir Nikolaevich, Postnikova Olga Valentinovna | j                                           |
| Overcoming |      | | g, h                                        |
| Overpack |      | Züchter: Clause Semences Sa (Fr) | j                                           |
| Oversy |      | | j                                           |
| Ovetto |      | Züchter: Peotec Seeds Srl | j                                           |
| Ovidio |      | Züchter: Isi Sementi Spa | j, o                                        |
| Oviformis |      | | g, h                                        |
| Ovita |      | | c, d                                        |
| Ovo 123 |      | Züchter: Vilmorin Sa (Fr) | j                                           |
| Ovo Brasileiro |      | | c, d, e, g, h                               |
| Ovo Rosso |      | | j                                           |
| Ovoidea (oder: Ovate / 2) |      | | g, h                                        |
| Owen's Purple |      | | c, d                                        |
| Owino |      | Züchter: Syngenta Participations Ag | j                                           |
| Owyhee |      | | c, d                                        |
| Oxford |      | | j                                           |
| Oxheart (oder: Ox Heart) |      | Züchter: Sativa Coop (It) | c, d, k, j                                  |
| Oxheart Giantissima |      | | c, d                                        |
| Oxheart Golden |      | | c, d                                        |
| Oxheart Light Pink |      | | c, d                                        |
| Oxheart Orange |      | Züchter: Domaine Public (Fr) | j                                           |
| Oxheart Raspberry |      | | c, d                                        |
| Oxheart South American |      | | c, d                                        |
| Oxheart Striped |      | Züchter: Domaine Public (Fr) | j                                           |
| Oxtagon |      | | j                                           |
| Ozark Pink |      | | c, d, k                                     |
| Ozark Sunrise |      | | c, d, e                                     |
| Ozark Sunset |      | | c, d, e                                     |
| Özer (oder: Eç-10516) |      | | j                                           |
| Ozero Nadezhdy |      | Züchter: Myazina Lyubov' Anatolievna | j                                           |
| Ozherelie Krasnoe |      | Züchter: Kudryavtseva Galina Aleksandrovna, Fotev Yurij Valentinovich, Kotel'Nikova Marina Aleksandrovna, Kondakov Sergej Nikolaevich | j                                           |
| Ozherelie Zheltoe |      | Züchter: Kudryavtseva Galina Aleksandrovna, Fotev Yurij Valentinovich, Kotel'Nikova Marina Aleksandrovna, Kondakov Sergej Nikolaevich | j                                           |
| Oziris |      | | b, c, d, e                                  |
| Özlem |      | | j                                           |
| Ozone |      | Züchter: Sylvain Botens | j                                           |
| Ozyrys |      | Züchter: Plantico Hodowla I Nasiennictwo Ogrodnicze Golebiew Sp. Z O.O. | g, h, j                                     |